# Команешти (Мехединци)
Команешти (рум. Comănești) насеље је у Румунији у округу Мехединци у општини Бала. Oпштина се налази на надморској висини од 269 m.

## Становништво
Према подацима из 2002. године у насељу је живело 205 становника, од којих су сви румунске националности.